# パク・セヨン
パク・セヨン（1988年7月30日 - ）は、ソウル特別市出身の韓国の女優。2002年にSBSドラマ『暗行御史（アメンオサ）パク・ムンス』でデビューした。2015年にHUNUSエンターテインメントと契約を締結した。2018年にCL&companyと契約を締結した。身長は166cm。

## 出演作品

### テレビドラマ
- 明日が来れば（2011年-2012年、SBS） - ソ・ユジン役
- 赤道の男（2012年、KBS） - スミの少女時代
- ラブレイン（2012年、SBS） - イ・ミホ役
- シンイ-信義-（2012年、SBS） - 魯国(ノグク)公主役
- ゆれながら咲く花（2012年-2013年、KBS） - ソン・ハギョン役
- 心配しないで、オバケです（2012年、KBS）-映画館の隣の客役
- となりの美男<イケメン>（2013年、tvN） - 引きこもり役（エピソード16に友情出演）
- 天まで届け、この想い（2013年、KBS） - チェ・セヨン役
- 気分の良い日〜みんなラブラブ愛してる!〜（2014年、SBS） - チョン・ダジョン役
- いとしのクム・サウォル（2015年-2016年、MBC） - オ・ヘサン役
- ビューティフル・マインド（2016年、KBS） - キム・ミンジェ役
- 耳打ち〜愛の言葉〜（2017年、SBS） - スヨン役
- カネの花〜愛を閉ざした男〜（2017年-2018年、MBC） - ナ・モヒョン役
- チェックメイト!〜正義の番人〜（2019年、MBC） - チュ・ミラン役
- メンタルコーチ チェガル・ギル（2022年、tvN） - パク・スンハ役

### 映画
- ファッションキング（2014年） - パク・ヘジン役
- ネコのお葬式（2015年） - ジェヒ役

### CM
- コカ・コーラ（2012年）

### 広告モデル
- コカ・コーラ（2012年）
- ポカリスエット（2013年）
- instax（2013年）

### MC
- ミュージックバンク（2013年、KBS2）2AMのジヌンとMC

### ドキュメンタリー
- 2013年 Photo Camping Log(Onstyle)パク・シネとともに

### バラエティー、リアリティ番組
- 2012年 強心臓 SBS
- 2014年 私たち結婚しました シーズン4 MBC 2PMのウヨンとともに仮想夫婦を演じた
- 2014年 黄金漁場－ラジオスター 仮想夫婦を演じた2PMのウヨンとともに
- 2016年 ジャングルの法則 in モンゴル (SBS)
- 2018年 知ってるお兄さんに出演。ウクレレ演奏を披露した。

## 音楽活動

### 楽曲参加
- 2013 Shall we dance? feat. standing egg
- 2014 Lean on me feat. standing egg
- 2014 繋いだ両手 私たち結婚しましたで仮想夫を演じた2PMのウヨンと制作した曲